# COYOTE
COYOTE ist eine Prostituiertenorganisation in den USA. Sie wurde 1973 von Margo St. James in San Francisco gegründet und gilt als erste Organisation dieser Art in den USA.

## Gründung
1971 gründete St. James in San Francisco die Organisation WHOM, ein Akronym für Whores, Housewifes and Other Mothers (Huren, Hausfrauen und andere Mütter), um Prostituierte und andere Frauen zusammenzubringen und für gemeinsame Ziele zu arbeiten. Nach nur wenigen Treffen ging daraus die Organisation COYOTE hervor, die am Muttertag 1973 gegründet wurde.  Der Name ist eine Akronym für Call Off Your Old Tired Ethics (Wirf deine verbrauchte alte Ethik ab) und soll darauf anspielen, dass der Kojote öfters vertrieben und verfolgt wird, hierin sah St. James eine Parallele zu den Prostituierten.  Die Gründung der Organisation fiel in die zweite Phase der Frauenbewegung und in eine kontroverse Diskussion über deren Verhältnis zu Prostitution und andere Fragen von Sex und Sexualität. Ein Standpunkt war, dass Prostitution und Pornographie die Unterwerfung der Frau unter den Mann festschreiben würden, demgegenüber beharrten andere Feministinnen auf dem Recht von Frauen auf sexuelles Vergnügen, das den kommerziellen Sex unter damit einverstandenen Erwachsenen einschließe.  Prostitution war damals in den USA mit Ausnahme Nevadas illegal, die Frauen, die käuflichen Sex anboten, mussten, wie die Gründerin St. James in den 1960er Jahren, mit Strafverfolgung rechnen.

## Aktivität
COYOTE engagierte sich deshalb zunächst für die Entkriminalisierung der Prostituierten. Es gelang der Organisation in den folgenden Jahren, ein Netzwerk aus ähnlich orientierten Vereinen aufzubauen und zu unterstützen. Ein weiteres Anliegen war es, den Prostituierten in den Debatten über Prostitution eine eigene Stimme zu geben. Von den 8500 Mitgliedern, die COYOTE 1975 angab, waren aber nach eigener Auskunft nur 60 selbst Prostituierte, die meisten Mitglieder waren Frauen aus der weißen Mittelschicht. Von 1974 bis 1979 gab COYOTE die Zeitschrift COYOTE Howls (Der Kojote heult) heraus, von 60.000 Abonnenten waren 3 % Prostituierte. Die Zeitschrift erschien unregelmäßig zwei- bis viermal im Jahr. Ihr Thema war hauptsächlich die Dekriminalisierung. Sie versuchte, ihre Mitglieder gegen Verbotsgesetze zu mobilisieren und auf die National Organisation for Women (NOW) einzuwirken. Die Zeitschrift widmete sich aber auch anderen Themen wie der Kampagne „Lohn für Hausarbeit“, Diskussionen über Sexualität, reproduktive Rechte, Kindeswohl und Gesundheit oder berichtete über Fälle von Belästigung und sexueller Gewalt, die häufig auch von Polizisten ausgingen. Die Organisation drängte Pflichtverteidiger dazu, die Vertretung von Prostituierten mit mehr Energie zu betreiben, und bemühte sich um rechtliche und medizinische Hilfen für Prostituierte. Im Bemühen um eine Erhöhung des Ansehens der Tätigkeit Prostitution veranstaltete sie 1974 in San Francisco den ersten „Hookers‘ Masquerade Ball“ „für Heterosexuelle, Bisexuelle, Trisexuelle, Nonsexuelle, Homosexuelle und andere Minderheiten, die sich diskriminiert fühlen“. Für ihre Lobbyarbeit zur Legalisierung erhielt sie Unterstützung von der Feministin Gloria Steinem. 1979 gelang ihr die weitgehende Aufhebung des Prostitutionsverbots im Bundesstaat Rhode Island.   COYOTE und andere Selbstorganisationen begannen auch, Vorträge über die Prostitution zu halten und wissenschaftlich und journalistisch  verwertbares Material zum Thema zu sammeln. Nachdem ein Feuer den Sitz des Vereins 1978 zerstörte, übernahm die National Task Force on Prostitution (NTFP) die meisten ihrer Aufgaben. Diese war aus der Stiftung Victoria C. Woodhull Memorial Foundation  hervorgegangen, die 1979 von den Vereinten Nationen als NGO anerkannt wurde. Die NTFP wurde seit 1980 vom Unitarian Universalist Service Committee  unterstützt. 1984 hielt sie ihren ersten nationalen Kongress zeitgleich mit der Democratic National Convention im selben Jahr in San Francisco ab.
Um das Bewusstsein für HIV/AIDS zu schärfen, riefen Mitglieder von COYOTE 1985 das Projekt CAL – PEP(California Prostitutes Education Project) ins Leben. 1985 dehnte COYOTE seine Aktivität zur Dekriminalisierung und Anerkennung der Prostitution als Beruf auf die internationale Ebene aus und gehörte zu den Mitgründern des International Comittee on Prostitues Rights in Kopenhagen.  Weil sich St. James von 1985 bis 1994 nicht in den USA aufhielt, setzte Carol Leigh die Arbeit von COYOTE fort. 1999 ging die Organisation in San Francisco in die von ihr gegründete St. James Infirmary, ein selbstverwaltetes Krankenhaus für Sexarbeiter, auf. Nachdem 2009 die Prostitution in Rhode Island erneut verboten wurde, gründete sich die dortige Sektion von COYOTE wieder.